# So (Peter Gabriel)
So is het zesde en succesvolste studioalbum van de Britse rockmuzikant Peter Gabriel en werd uitgebracht in 1986. De van dit album afgehaalde singles scoorden net als het album zelf wereldwijd hoog in de hitlijsten. De nummers tonen de voor Gabriel typerende mystieke, experimentele stijl. 

## Albuminfo
So werd geproduceerd door de Canadees Daniel Lanois. Het was de tweede keer dat Gabriel en Lanois samenwerkten. Twee jaar eerder, in 1984, produceerde Lanois Gabriels album met de filmmuziek van de speelfilm Birdy van regisseur Alan Parker. Daniel Lanois werkte eerder met ambientmusicus Brian Eno en die stijl is doorgesijpeld naar de albums Birdy en So van Gabriel.
So, met werktitel Good was het eerste studioalbum van Gabriel dat een andere naam droeg dan simpelweg Peter Gabriel (op Birdy na). Hij verklaarde in een interview met Smash Hits in 1986 dat de titel "eigenlijk niets betekent" en dat hij de vorm van het tweeletterige woord simpelweg mooi vond passen bij de platenhoes. Gabriel vond dat titels op de hoes afleiden van de kunstige platenhoezen, maar met name zijn Amerikaanse platenlabel Geffen Records wilde ter onderscheid van zijn andere albums een titel. Eerder dreigde ze bijvoorbeeld zijn plaat uit 1982 niet uit te brengen, daarom kreeg het aldaar de titel Security.

## Respons
- In Nederland stond So 70 weken genoteerd in de Album Top 100, waarvan vier weken op de eerste plaats.
- So behaalde in Engeland in 77 weken notering twee weken de eerste positie in de UK Album Chart en de tweede positie in de Billboard 200 in de Verenigde Staten. Het album werd drievoudig platina in Engeland en vijfvoudig platina in de Verenigde Staten.
- So eindigde in het rockblad Rolling Stone op de 14e positie in de "Top 100 Albums of the Eighties" en op plaats 187 van de lijst van "Top 500 Albums All Times".
- In 1998 kozen lezers van Q magazine So tot het 81ste beste album aller tijden.
- Het succes van So leverde Peter Gabriel twee prijzen op in Brit Awards van 1987: Beste Britse Mannelijke Soloartiest en Beste Britse Video voor Sledgehammer.
- Het album ontving tevens vier nominaties voor een Grammy Award: voor Beste Mannelijke Rock Zang, voor Nummer van het Jaar, voor Opname van het Jaar (alle voor Sledgehammer) en voor Album van het Jaar.

## Muziek

### Originele elpee/compact disc
| Nr. | Titel                              | Duur |
| --- | ---------------------------------- | ---- |
| 1.  | Red rain (Gabriel)                 | 5:39 |
| 2.  | Sledgehammer (Gabriel)             | 5:12 |
| 3.  | Don't give up (Gabriel)            | 6:33 |
| 4.  | That voice again (Gabriel, Rhodes) | 4;53 |

| Nr. | Titel                                                     | Duur |
| --- | --------------------------------------------------------- | ---- |
| 5.  | In your eyes (Gabriel)                                    | 5:27 |
| 6.  | Mercy Street (Gabriel)                                    | 6:22 |
| 7.  | Big time (Gabriel)                                        | 4:28 |
| 8.  | We do what we're told (Milgram's 37) (Gabriel)            | 3:22 |
| 9.  | This is the picture (Excellent birds) (Anderson, Gabriel) | 4:25 |

This is the picture werd niet meegeperst op de originele elpeeversie.
Toen het album in 2002 werd geremasterd, werd het nummer In your eyes verplaatst van de vijfde naar de negende plaats. Dit was eigenlijk al Gabriels intentie bij het uitbrengen van So in 1986, maar door de toenemende beperktheid van dynamiek naar het midden van de elpee werd het nummer gepositioneerd als eerste nummer van de B-kant.
De nummers Red rain, Sledgehammer, Don't give up, Mercy Street en We do what we're told werden gebruikt in afleveringen van de televisieserie Miami Vice.

### Geremasterde CD-versie
| Nr. | Titel                                 | Duur |
| --- | ------------------------------------- | ---- |
| 1.  | Red rain                              | 5:39 |
| 2.  | Sledgehammer                          | 5:12 |
| 3.  | Don’t give up                         | 6:33 |
| 4.  | That voice again                      | 4:53 |
| 5.  | Mercy Street                          | 6:22 |
| 6.  | Big time                              | 4:28 |
| 7.  | We do what we’re told (Milgram’s 37)  | 3:22 |
| 8.  | This is the picture (Excellent birds) | 4:25 |
| 9.  | In your eyes                          | 5:27 |

## Muzikanten
De nummers corresponderen met de originele uitgave, niet met de geremasterde versie.
- Peter Gabriel – zang, synthesizer, piano (behalve op nr. 7), percussie op nr. 4, synclavier op nr. 9.
- Tony Levin – basgitaar (behalve op nr. 6, 8).
- David Rhodes – gitaar (behalve op nr. 6, 9), achtergrondzang op nr. 1, 5.
- Jerry Marotta – drums op nr. 1, 5, 8.
- Manu Katché – drums op nr. 2, 3, 4, 5, percussie op nr. 3, 4, 5.

### Ondersteunende muzikanten
- Chris Hughes – trompet op nr. track 2.
- Stewart Copeland – hihat op nr. 1, drums op nr. 7.
- Daniel Lanois – gitaar op nr. 1, 2, 4, 7, 9, tamboerijn op nr. 2.
- Wayne Jackson – trompet op nr. 2, 7, cornet op nr. 7.
- Mark Rivera – saxofoon op nr. 2, 6, 7.
- Reggie Houston- saxofoon op nr. 2, 7.
- Don Mikkelson – trombone op nr. 2, 7.
- P.P. Arnold – achtergrondzang op nr. 2, 7.
- Coral Gordon – achtergrondzang op nr. 2, 7.
- Dee Lewis – achtergrondzang op nr. 2, 7.
- Richard Tee – piano op nr. 3, 5, 6.
- Simon Clark – synthesizer op nr. 3, 7, orgel op nr. 7, basgitaar op nr. 7.
- Kate Bush – zang op nr. 3.
- L. Shankar – viool op nr. 4, 8.
- Larry Klein – basgitaar op nr. 5, 6.
- Youssou N'Dour – zang op nr. 5
- The Call – achtergrondzang op nr. 5.
- Jim Kerr – achtergrondzang op nr. 5.
- Ronnie Bright – achtergrondzang op nr. 5.
- Ustad Nusrat Fateh Ali Khan - achtergrondzang op nr. 5.
- Renard Poche - trompet op nr. 2, 6, 7.
- Djalma Correa – surdo, conga, triangel op nr. 6.
- Laurie Anderson – zang op nr. 9.
- Bill Laswell – basgitaar op nr. 9.
- Nile Rodgers – gitaar op nr. 9

## Hitnotering

### NederlandseAlbum Top 100
| Hitnotering: (Week 1 t/m 70) 31-05-1986 t/m 17-10-1987 | Hitnotering: (Week 1 t/m 70) 31-05-1986 t/m 17-10-1987 | Hitnotering: (Week 1 t/m 70) 31-05-1986 t/m 17-10-1987 | Hitnotering: (Week 1 t/m 70) 31-05-1986 t/m 17-10-1987 | Hitnotering: (Week 1 t/m 70) 31-05-1986 t/m 17-10-1987 | Hitnotering: (Week 1 t/m 70) 31-05-1986 t/m 17-10-1987 | Hitnotering: (Week 1 t/m 70) 31-05-1986 t/m 17-10-1987 | Hitnotering: (Week 1 t/m 70) 31-05-1986 t/m 17-10-1987 | Hitnotering: (Week 1 t/m 70) 31-05-1986 t/m 17-10-1987 | Hitnotering: (Week 1 t/m 70) 31-05-1986 t/m 17-10-1987 | Hitnotering: (Week 1 t/m 70) 31-05-1986 t/m 17-10-1987 | Hitnotering: (Week 1 t/m 70) 31-05-1986 t/m 17-10-1987 | Hitnotering: (Week 1 t/m 70) 31-05-1986 t/m 17-10-1987 | Hitnotering: (Week 1 t/m 70) 31-05-1986 t/m 17-10-1987 | Hitnotering: (Week 1 t/m 70) 31-05-1986 t/m 17-10-1987 | Hitnotering: (Week 1 t/m 70) 31-05-1986 t/m 17-10-1987 | Hitnotering: (Week 1 t/m 70) 31-05-1986 t/m 17-10-1987 | Hitnotering: (Week 1 t/m 70) 31-05-1986 t/m 17-10-1987 | Hitnotering: (Week 1 t/m 70) 31-05-1986 t/m 17-10-1987 | Hitnotering: (Week 1 t/m 70) 31-05-1986 t/m 17-10-1987 | Hitnotering: (Week 1 t/m 70) 31-05-1986 t/m 17-10-1987 |
| Week:                                                  | 1                                                      | 2                                                      | 3                                                      | 4                                                      | 5                                                      | 6                                                      | 7                                                      | 8                                                      | 9                                                      | 10                                                     | 11                                                     | 12                                                     | 13                                                     | 14                                                     | 15                                                     | 16                                                     | 17                                                     | 18                                                     | 19                                                     | 20                                                     |
| ------------------------------------------------------ | ------------------------------------------------------ | ------------------------------------------------------ | ------------------------------------------------------ | ------------------------------------------------------ | ------------------------------------------------------ | ------------------------------------------------------ | ------------------------------------------------------ | ------------------------------------------------------ | ------------------------------------------------------ | ------------------------------------------------------ | ------------------------------------------------------ | ------------------------------------------------------ | ------------------------------------------------------ | ------------------------------------------------------ | ------------------------------------------------------ | ------------------------------------------------------ | ------------------------------------------------------ | ------------------------------------------------------ | ------------------------------------------------------ | ------------------------------------------------------ |
| Positie:                                               | 21                                                     | 1                                                      | 1                                                      | 1                                                      | 1                                                      | 1                                                      | 2                                                      | 4                                                      | 4                                                      | 3                                                      | 6                                                      | 11                                                     | 14                                                     | 17                                                     | 18                                                     | 26                                                     | 34                                                     | 44                                                     | 48                                                     | 52                                                     |
| Week:                                                  | 21                                                     | 22                                                     | 23                                                     | 24                                                     | 25                                                     | 26                                                     | 27                                                     | 28                                                     | 29                                                     | 30                                                     | 31                                                     | 32                                                     | 33                                                     | 34                                                     | 35                                                     | 36                                                     | 37                                                     | 38                                                     | 39                                                     | 40                                                     |
| Positie:                                               | 54                                                     | 59                                                     | 75                                                     | 61                                                     | 33                                                     | 38                                                     | 22                                                     | 18                                                     | 20                                                     | 20                                                     | 8                                                      | 6                                                      | 8                                                      | 7                                                      | 9                                                      | 13                                                     | 16                                                     | 19                                                     | 19                                                     | 29                                                     |
| Week:                                                  | 41                                                     | 42                                                     | 43                                                     | 44                                                     | 45                                                     | 46                                                     | 47                                                     | 48                                                     | 49                                                     | 50                                                     | 51                                                     | 52                                                     | 53                                                     | 54                                                     | 55                                                     | 56                                                     | 57                                                     | 58                                                     | 59                                                     | 60                                                     |
| Positie:                                               | 38                                                     | 28                                                     | 22                                                     | 23                                                     | 28                                                     | 32                                                     | 41                                                     | 38                                                     | 54                                                     | 56                                                     | 43                                                     | 48                                                     | 48                                                     | 53                                                     | 46                                                     | 52                                                     | 58                                                     | 44                                                     | 50                                                     | 45                                                     |
| Week:                                                  | 61                                                     | 62                                                     | 63                                                     | 64                                                     | 65                                                     | 66                                                     | 67                                                     | 68                                                     | 69                                                     | 70                                                     |                                                        |                                                        |                                                        |                                                        |                                                        |                                                        |                                                        |                                                        |                                                        |                                                        |
| Positie:                                               | 68                                                     | 75                                                     | 72                                                     | 63                                                     | 54                                                     | 36                                                     | 33                                                     | 46                                                     | 58                                                     | 70                                                     | uit                                                    |                                                        |                                                        |                                                        |                                                        |                                                        |                                                        |                                                        |                                                        |                                                        |

### Singles van "So"
| Single met eventuele hitnotering(en) in de Nederlandse Top 40 | Datum van verschijnen | Datum van binnenkomst | Hoogste positie | Aantal weken | Opmerkingen                                |
| ------------------------------------------------------------- | --------------------- | --------------------- | --------------- | ------------ | ------------------------------------------ |
| Sledgehammer                                                  | 1986                  | 10-05-1986            | 10              | 12           | Nr. 6 in de Single Top 100                 |
| Don't give up                                                 | 1986                  | 29-11-1986            | 4               | 12           | met Kate Bush / Nr. 5 in de Single Top 100 |
| Big time                                                      | 1987                  | 18-04-1987            | 24              | 5            | Nr. 25 in de Single Top 100                |

| Single met hitnotering(en) in de Vlaamse Ultratop 50 | Datum van verschijnen | Datum van binnenkomst | Hoogste positie | Aantal weken | Opmerkingen                                |
| ---------------------------------------------------- | --------------------- | --------------------- | --------------- | ------------ | ------------------------------------------ |
| Sledgehammer                                         | 1986                  | -                     |                 |              | Nr. 7 in de Radio 2 Top 30                 |
| Don't give up                                        | 1986                  | -                     |                 |              | met Kate Bush / Nr. 7 in de Radio 2 Top 30 |
| Big time                                             | 1987                  | -                     |                 |              | Nr. 14 in de Radio 2 Top 30                |